# Allan Jeayes
Allan John Jeayes (19 de janeiro de 1885 — 20 de setembro de 1963) foi um ator britânico de teatro e cinema.
Jeayes nasceu em Barnet, Middlesex, filho de Isaac Herbert Jeayes, arquivista e Assistente Keeper de Manuscritos no Museu Britânico.
Jeayes estreou no cinema em 1918, com o filme Nelson, como Sir William Hamilton. Ele apareceu em uma série de filmes do produtor Alexander Korda. Sua última aparição no cinema foi em 1962, no filme Reach for Glory. Ele estrelou como Howard Joyce na produção original da Broadway de 1927, na peça de teatro The Letter.
Jeayes faleceu em 20 de setembro de 1963, aos 83 anos, em Marylebone, Centro de Londres.